# Lijst van Gouwenaars
Deze lijst van Gouwenaars betreft personen die in de Nederlandse stad Gouda zijn geboren of hebben gewoond, en een artikel hebben op Wikipedia.

## Geboren

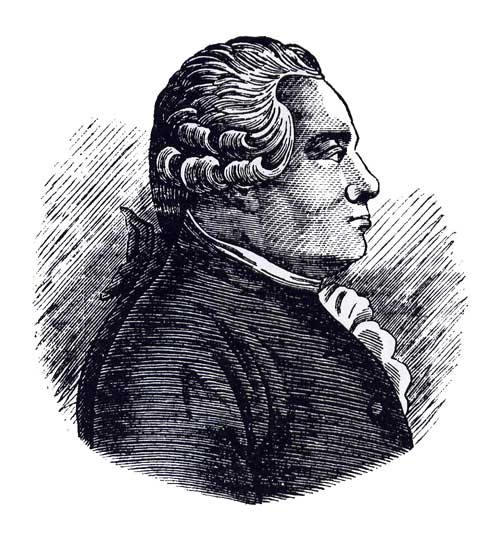
Hieronymus van Alphen

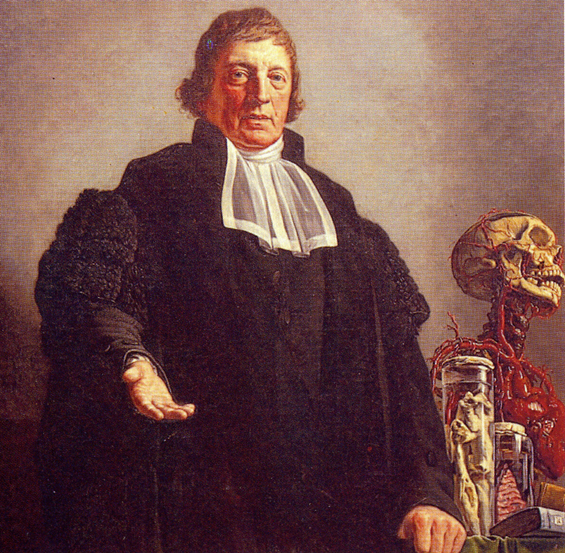
Jan Bleuland

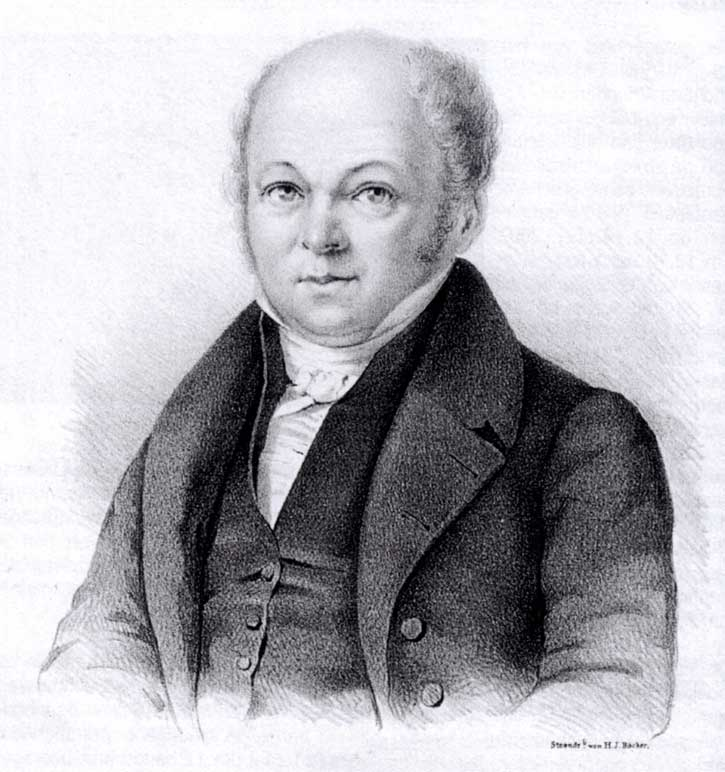
Willem Frederik Büchner

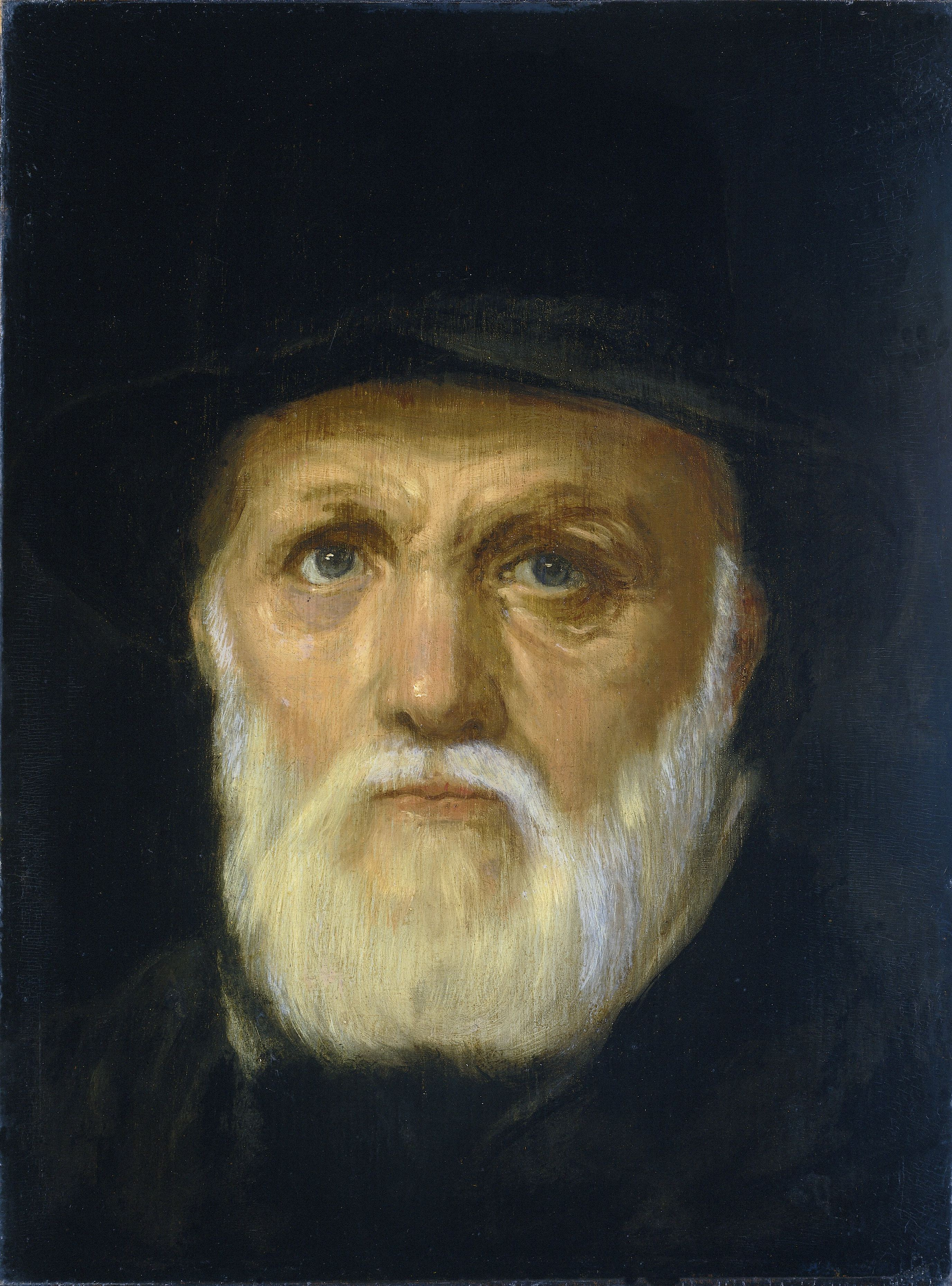
Dirck Volkertsz. Coornhert

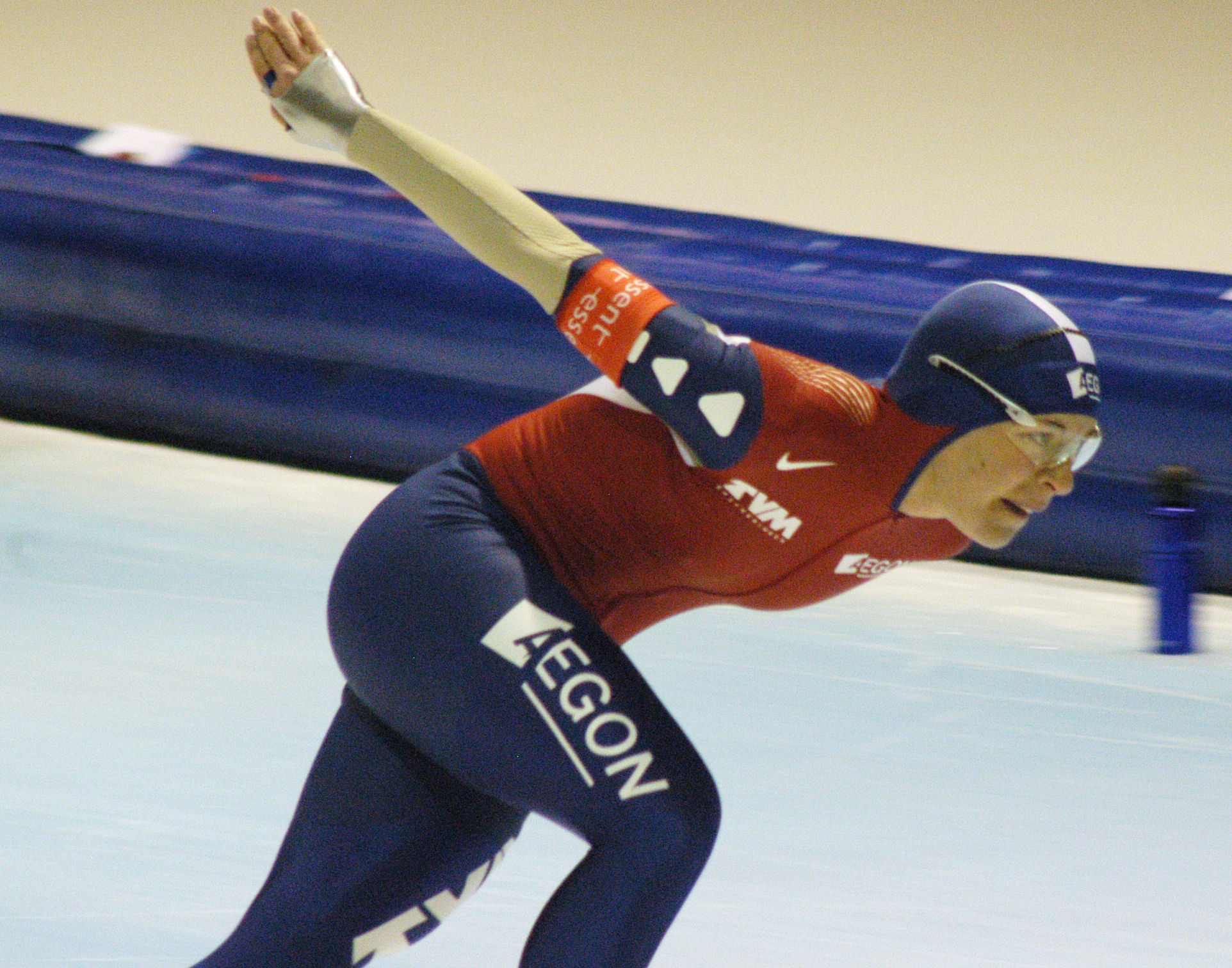
Paulien van Deutekom

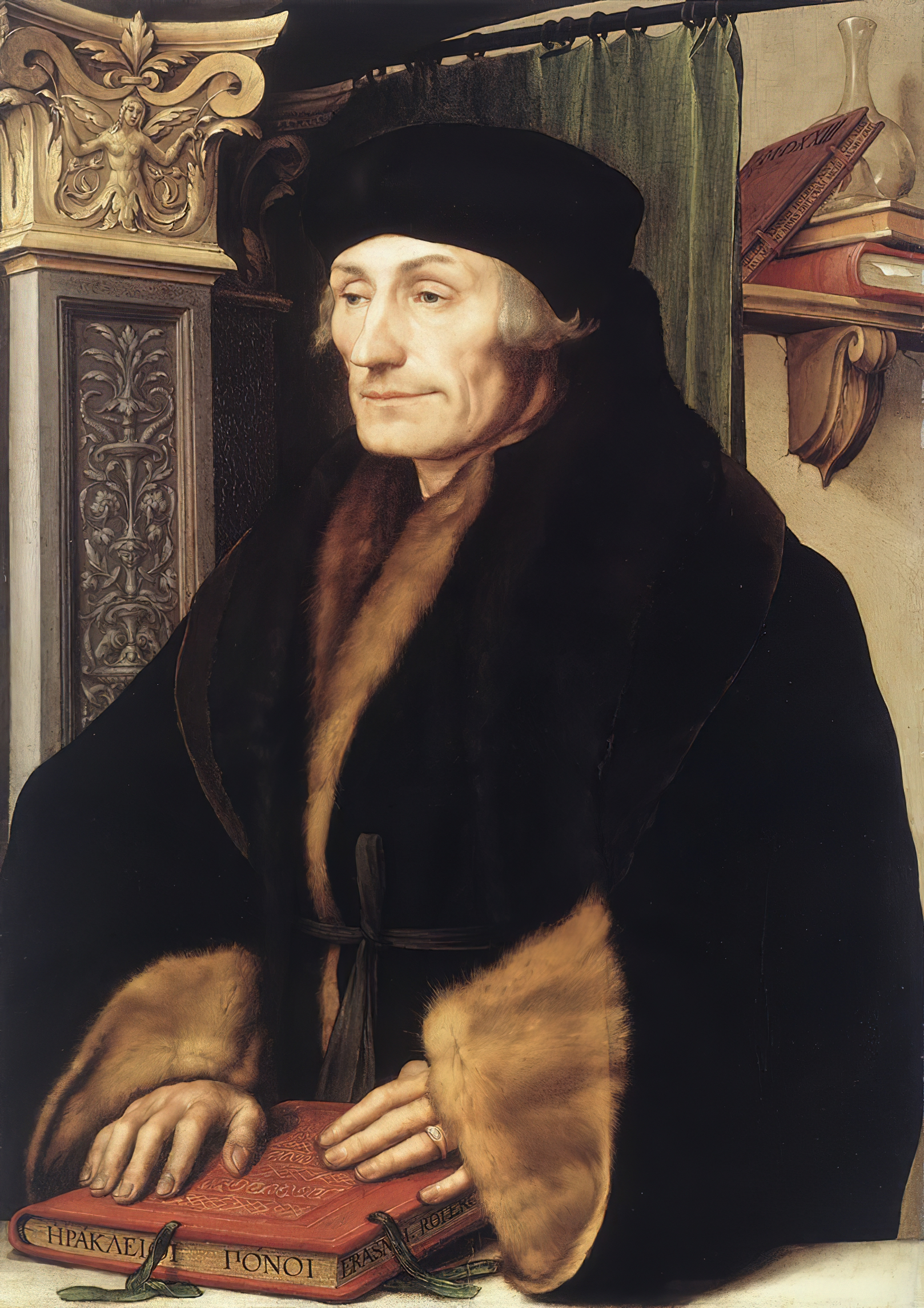
Desiderius Erasmus

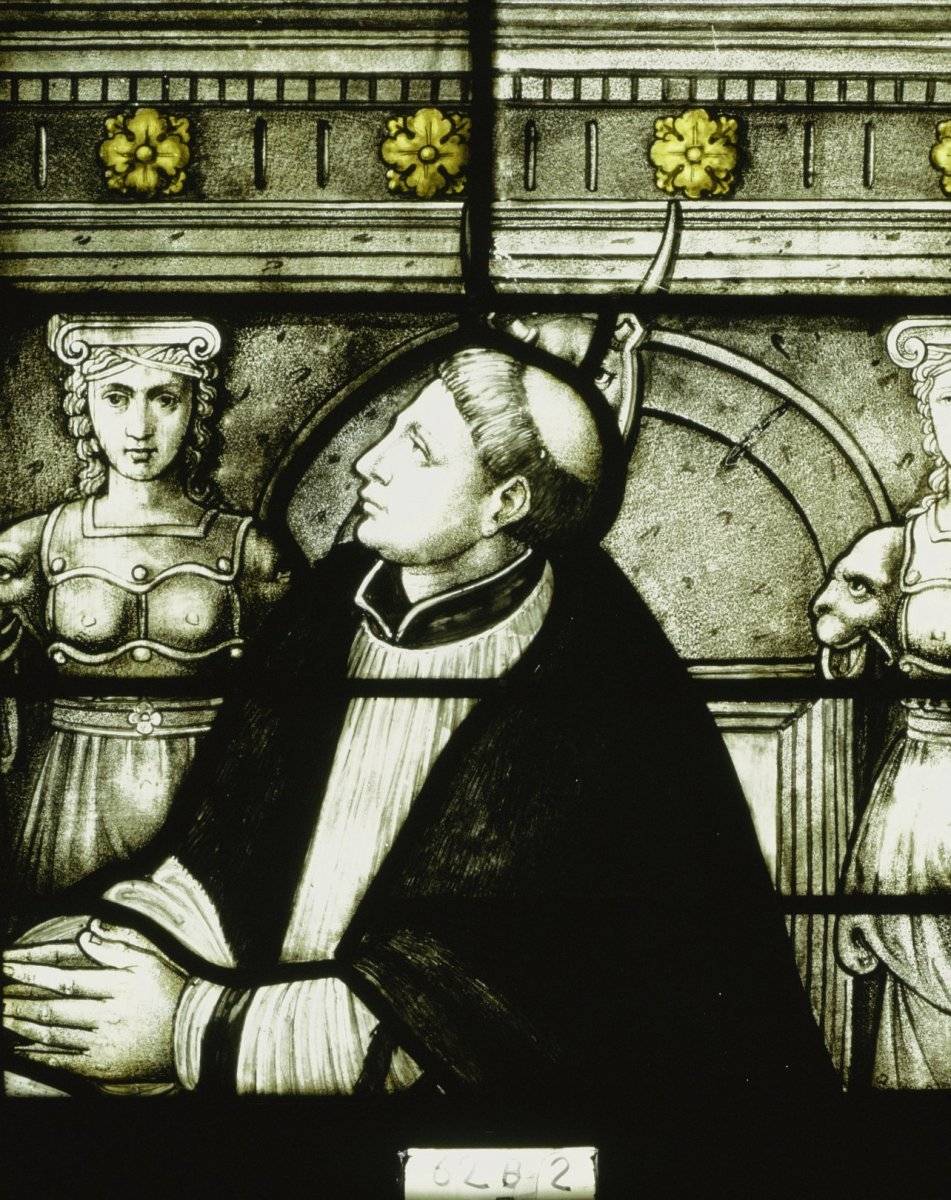
Robert Jansz. Goris

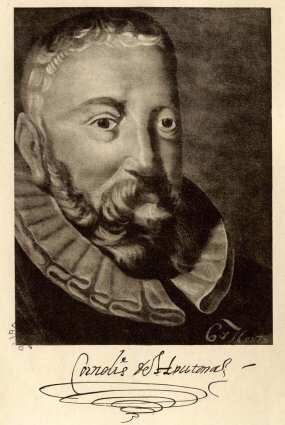
Cornelis de Houtman

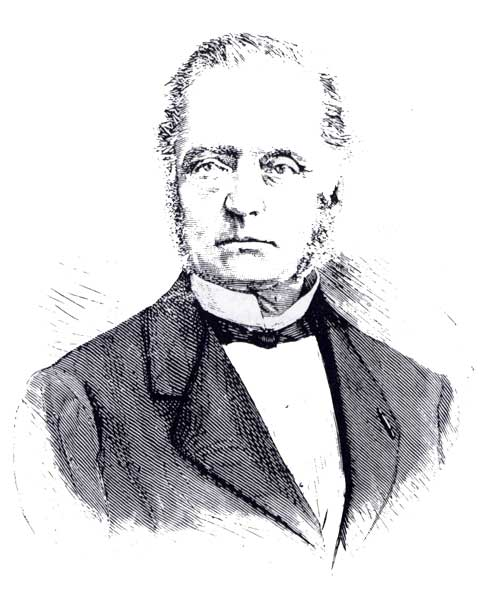
A.A.G. van Iterson

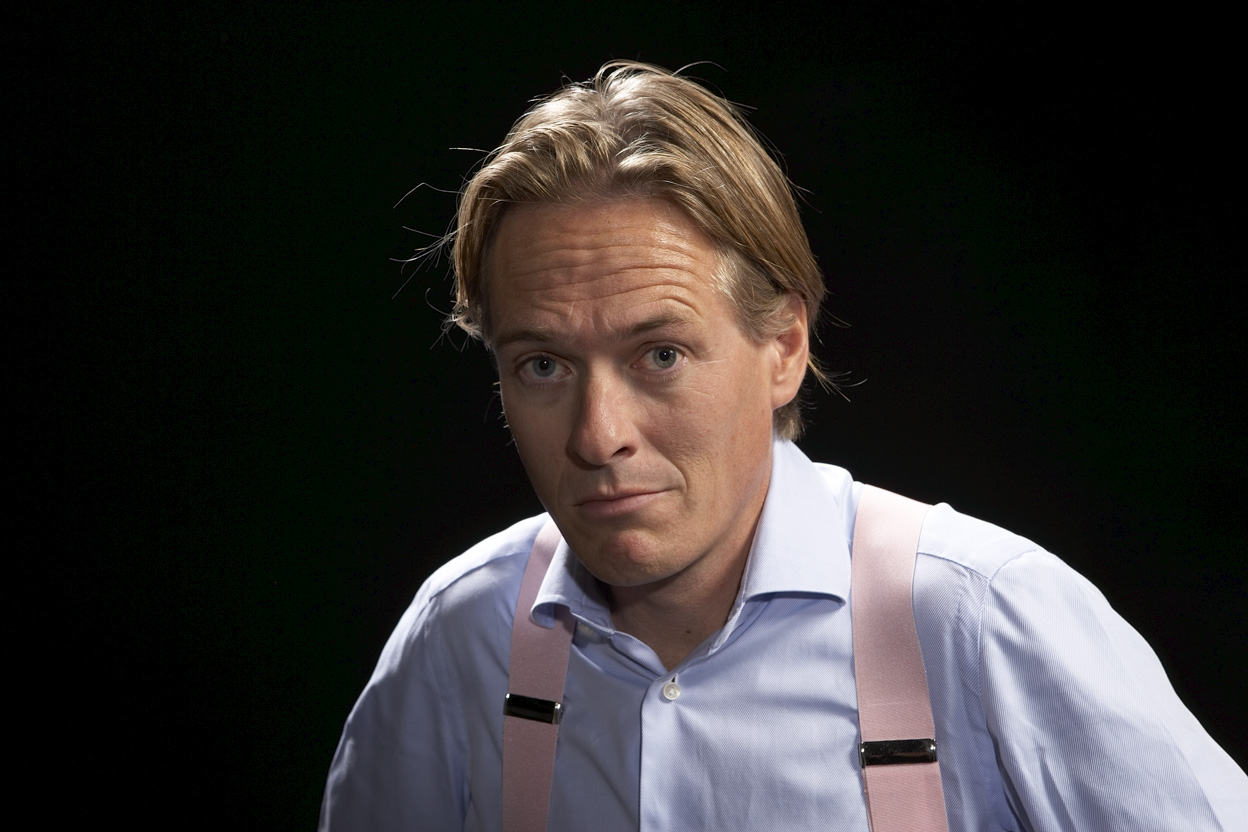
Jort Kelder

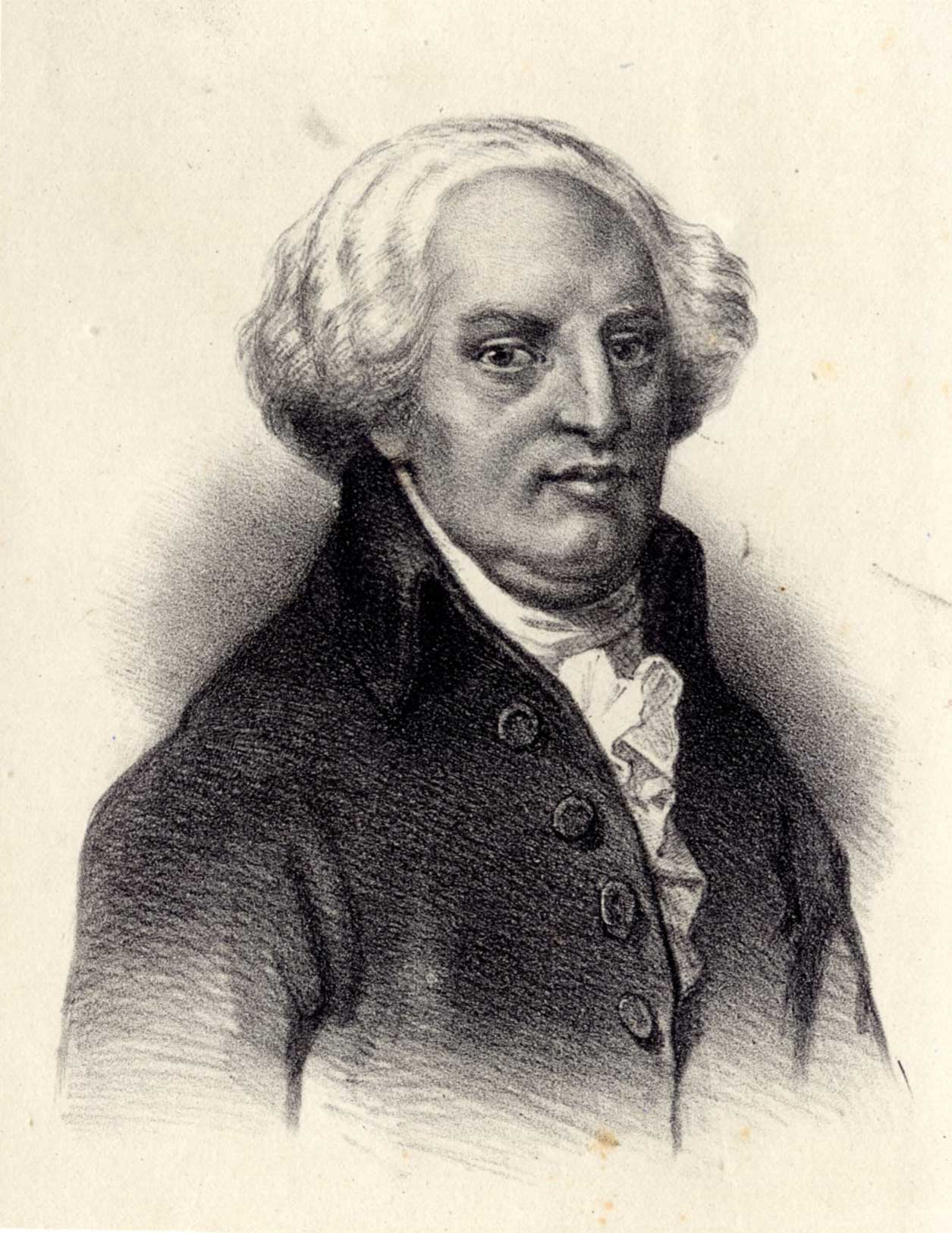
Cornelis Johan de Lange

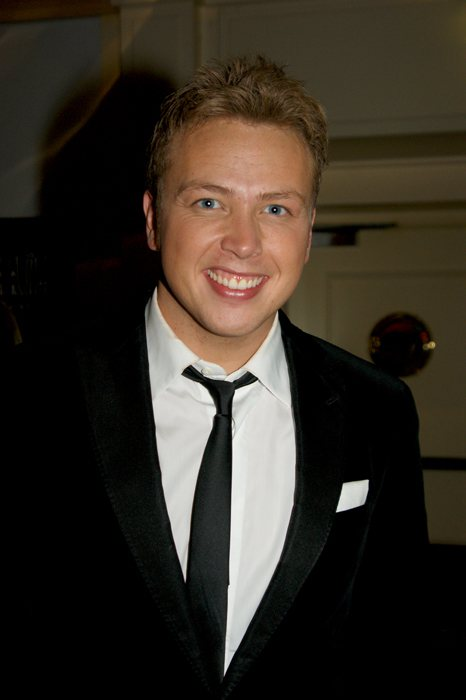
Jamai Loman

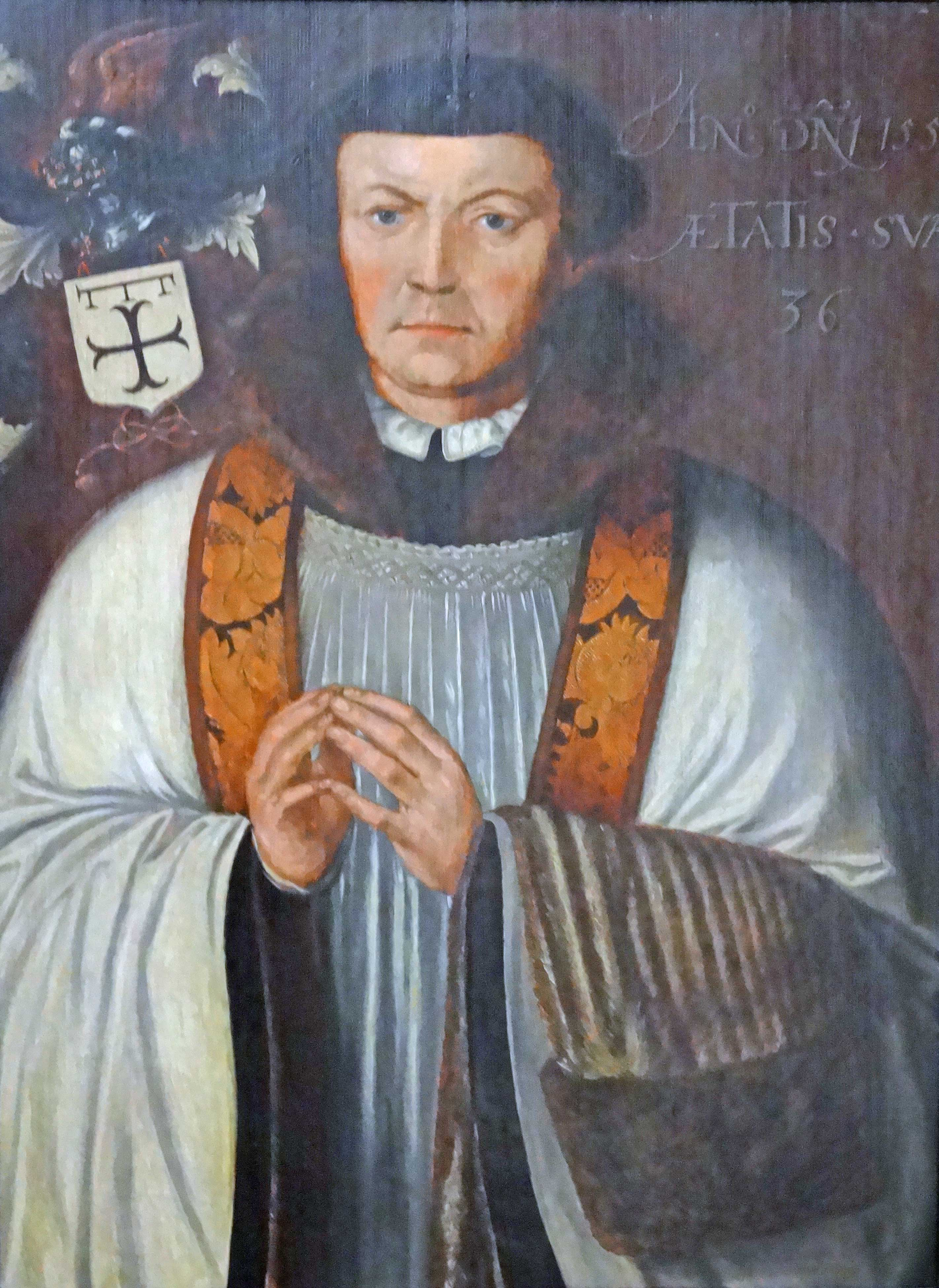
Johannes 't Sanctius

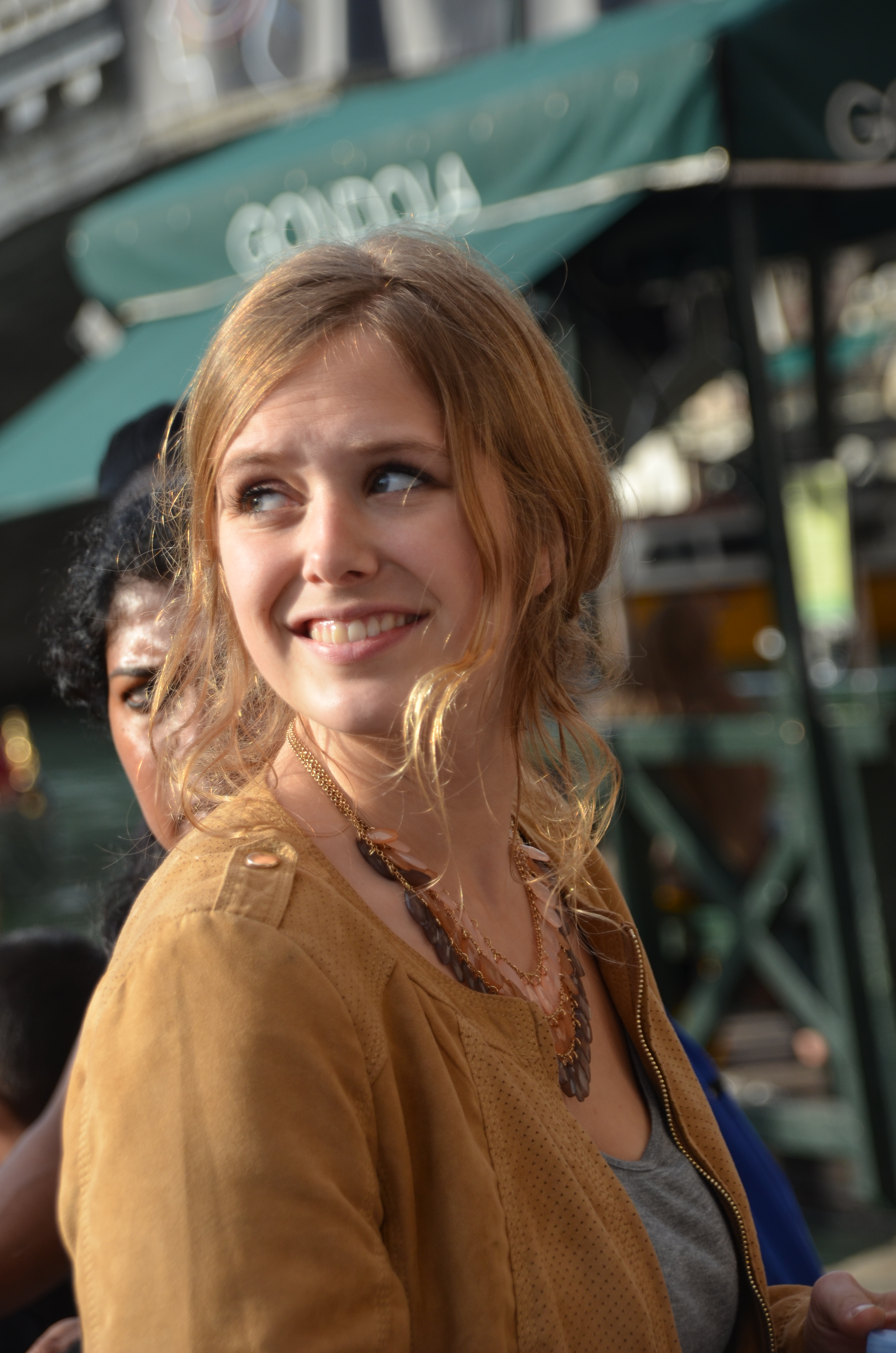
Maaike Ouboter

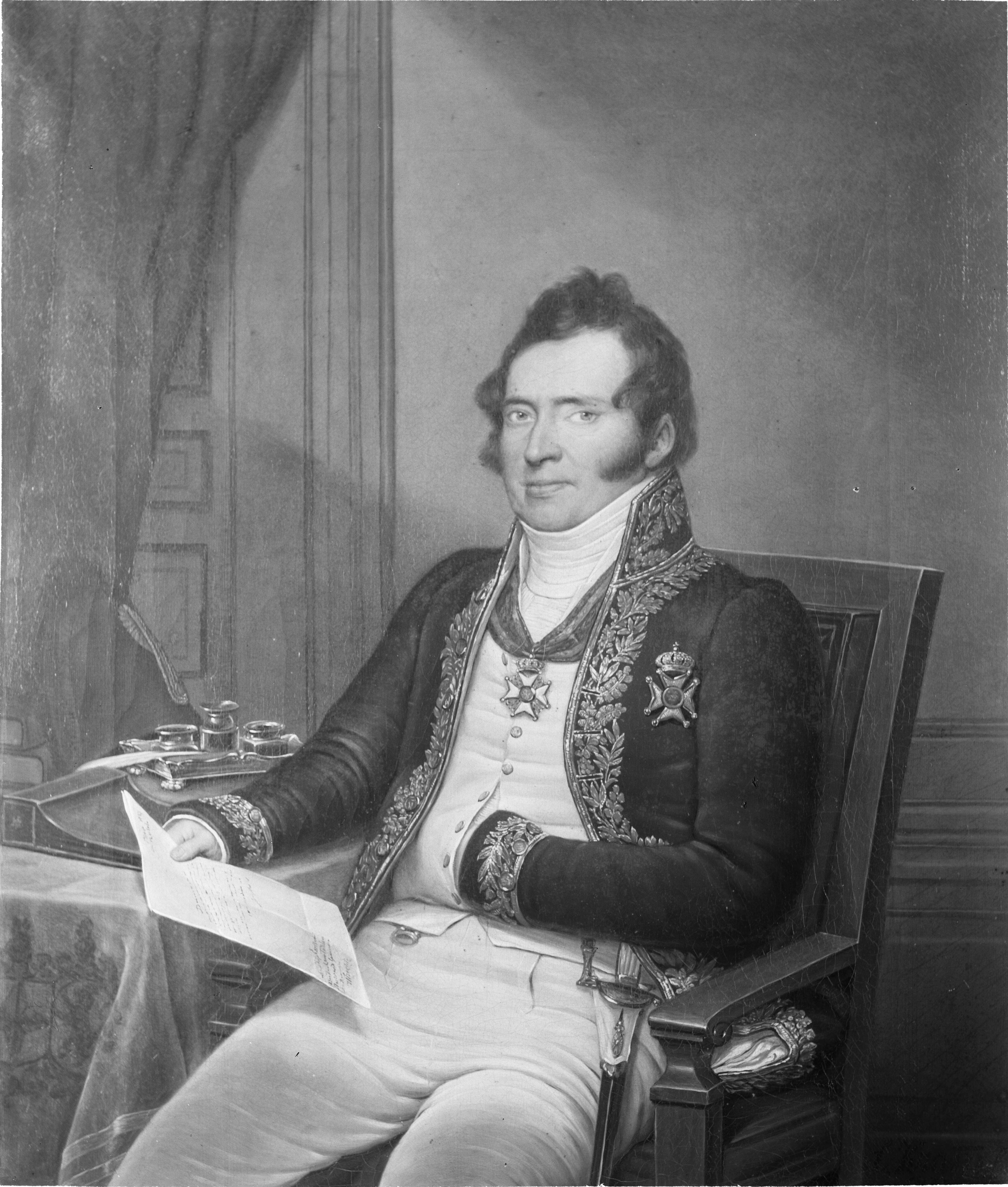
Lodewijk van Toulon

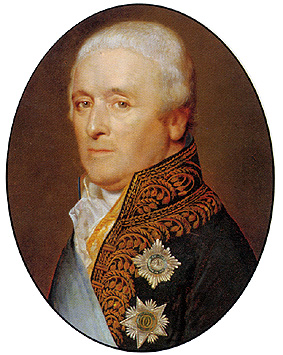
Adriaan Pieter Twent van Raaphorst

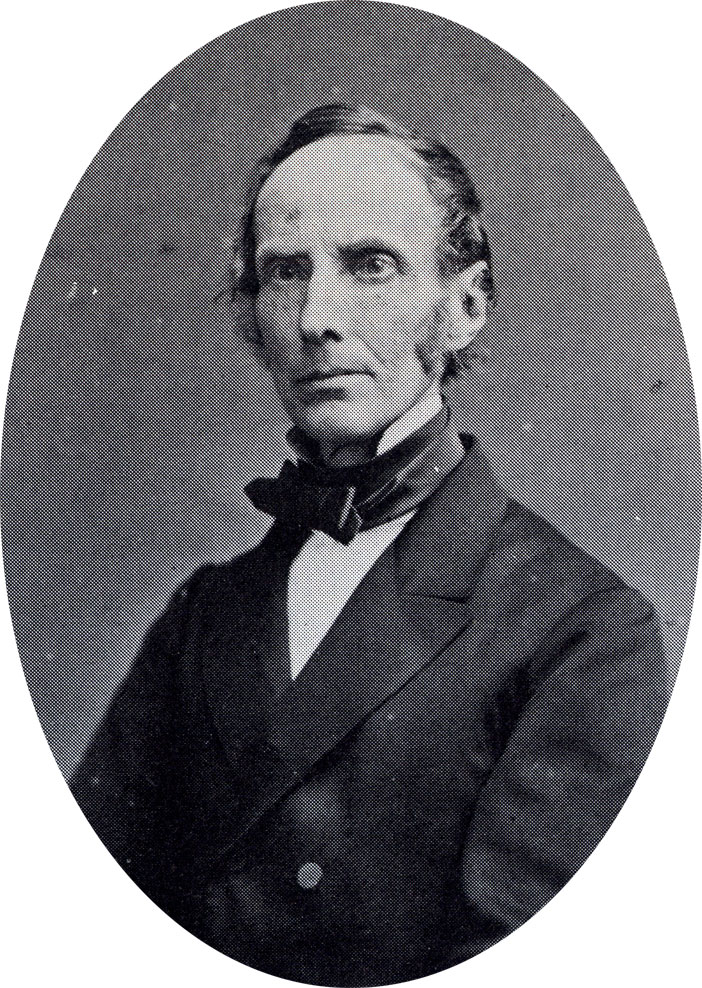
Marius Anthonius Gijsbertus Vorstman

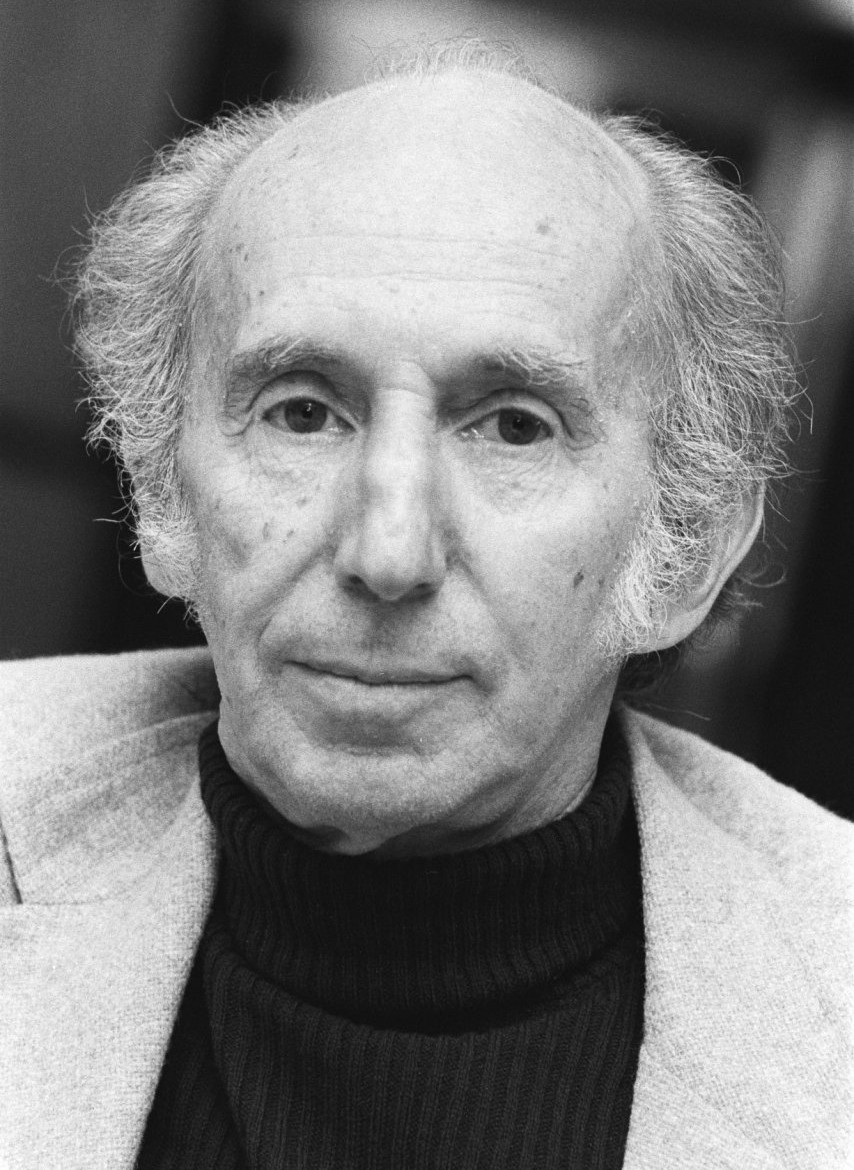
Leo Vroman

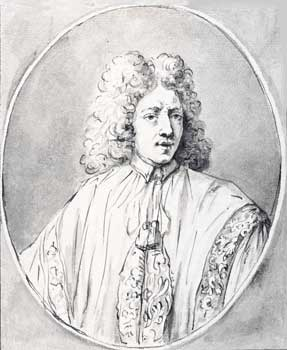
Ignatius Walvis

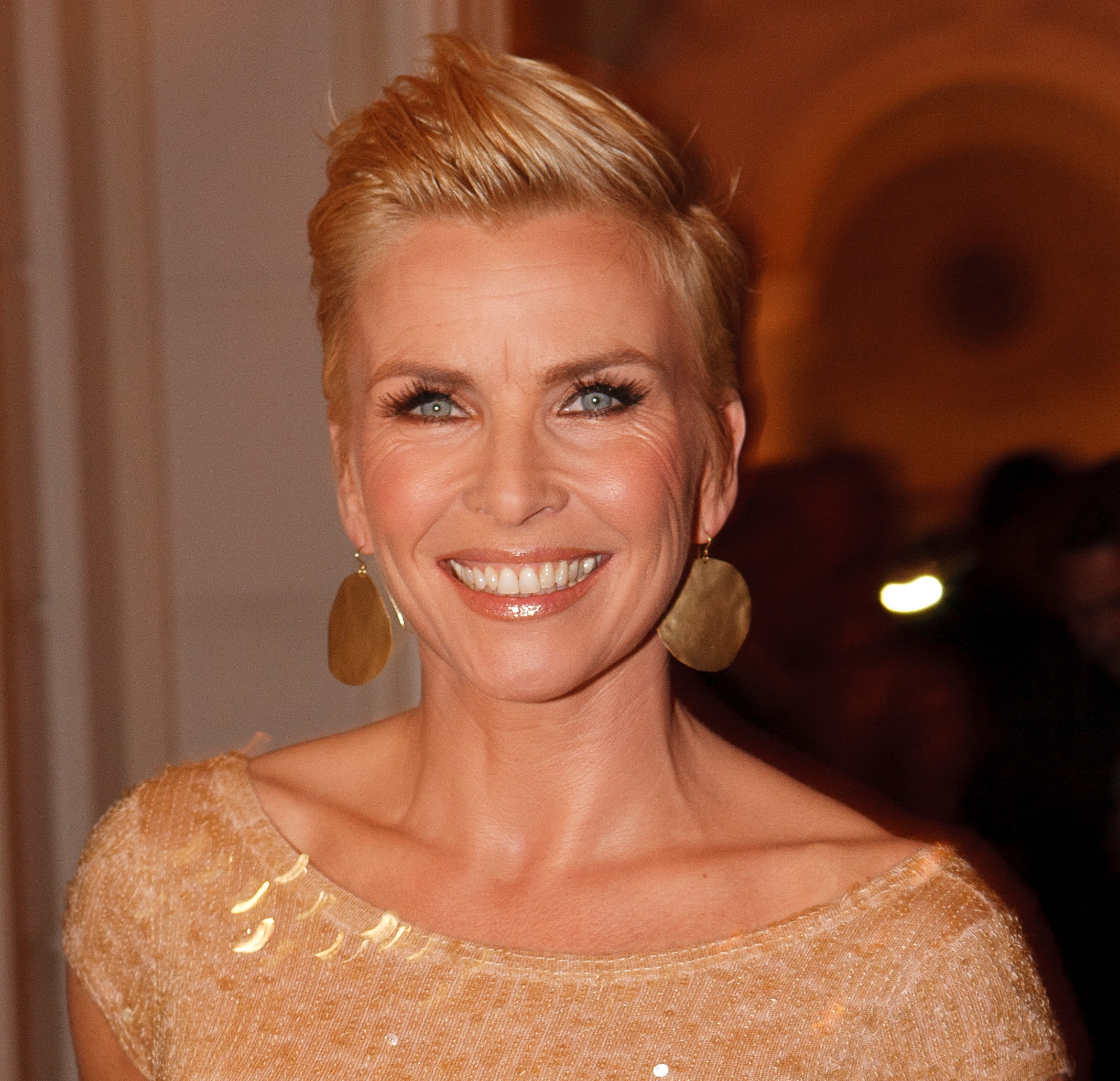
Anita Witzier

### A
- Abdallah Aberkane (2000), voetballer
- Oscar Aerts (1989), acteur
- Willy Alfredo (1898-1976), sneldichter
- Hieronymus van Alphen (1746–1803), dichter
- Gerard van As (1944), politicus
- Leendert van As (1934), politicus

### B
- Pim Balkestein (1987), voetballer
- Ronald Bandell (1946–2015), ambtenaar en burgemeester
- Cees Bantzinger (1914-1985), beeldend kunstenaar
- Hendrik Bary (1632–1707), graveur
- Sven van Beek (1994), voetballer
- Anthonie Begeer (1856–1910), zilversmid
- Piet Begeer (1890-1975), onderwijzer, kunstenaar en kunstcriticus
- Albertus Adrianus van Bergen IJzendoorn (1824–1895), burgemeester
- Hiëronymus van Beverningh (1614–1690), staatsman en diplomaat
- Johannes Gerardus Willem Frederik Bik (1906–1989), huisarts en historicus
- Mirjam Bikker (1982), politica
- Jacob Blauw (1759–1829), rechter, politicus en diplomaat
- Jan Willem Blanken (1781–1858), burgemeester
- Quirinus van Blankenburg (1654–1739), muziektheoreticus, organist, beiaardier en componist
- Jan Bleuland (1756–1838), arts
- Jacob Reijersz Block (1598/1599–1646), kunstschilder en landmeter
- Adriaen Maertensz. Block (1582–1661), achtereenvolgens schipper voor de Kamer van de VOC in Amsterdam, commandeur, gouverneur en raad van Indië
- Nico Blok (1981), tafeltennisser
- Petr van Blokland (1956), letterontwerper, typograaf, grafisch vormgever, en docent aan de Koninklijke Academie van Beeldende Kunsten
- Kevin Blom (1974), voetbalscheidsrechter
- Pieter Cornelisz. Bockenberg (1548–1617), geschiedschrijver
- Jacob Bonser (1623-1698), burgemeester
- Jan Bont (1639–1677), zeevaarder
- Jan Willem van Borselen (1825–1892), kunstschilder
- Gerard van Brandwijk (1704–1762), burgemeester
- Michel Breuer (1980), voetballer
- Cees Broehs (1917–2005), beeldhouwer
- Stef Broenink (1990), roeier
- Johannes Cornelis ten Brummeler Andriesse (1809–1889), schrijver
- Hans de Bruijn (1962), hoogleraar bestuurskunde
- Arent van der Burgh (1676–1735), burgemeester

### C
- Jantien Cabout (1988), waterpoloster
- Joop Cabout (1927–2013), waterpolospeler
- Mieke Cabout (1986), waterpolospeelster
- Floris Cant (ca. 1610-1678), burgemeester
- Wouter Pietersz Crabeth II (1594–1644), kunstschilder

### D
- Lotte van Dam (1969), actrice en regisseuse
- Andries van Dantzig (1920–2005), psychiater en verzetsstrijder
- Hector De Bruyne (1917–1995), Belgisch Vlaamsgezind politicus
- Jacob Willemsz. Delff (ca. 1550–1601), kunstschilder
- Dick van Dijk (1946–1997), voetballer
- Ineke van Dijk (1940), beeldend kunstenaar
- Adriaan van der Does (1686–1749), regent
- Adriaan Jacob van der Does (1756–1830), maire
- Bruno van der Does (1715–1791), burgemeester
- Johan van der Does (1694–1749), thesaurier-generaal
- Dirck Doncker (1600–1682), dichter en vertaler
- Jan Ariens Duif (1617–1649), kunstschilder
- Bruno van der Dussen (1660–1741), burgemeester

### E
- Jan Cornelis van Eijck (1709–1768), schout
- Vincent van Eijck (1708–1788), burgemeester
- Marieke Elsinga (1986), presentatrice

### G
- Joep van der Geest (1980), acteur en regisseur
- Simon van der Geest (1978), schrijver, dichter en theaterdocent
- Peter Gelderblom (1965), dj
- Ed de Goeij (1966), voetbalkeeper
- Jan Gonda (1905–1991), taal- en letterkundige
- Nicolaas Goudanus (1517–1565), priester en pauselijk gezant
- Cornelis van der Goude (1510–1552), kunstschilder
- Laurens de Graaf (1977), burgemeester
- Adriaan de Grande (1682–1763), president Hoge Raad
- Matthijs de Grande (1650–1728), burgemeester
- Ans Gravesteijn (1951), olympisch roeister
- Donny de Groot (1979), voetballer

### H
- Jan den Haen (1630–1676), admiraal
- Nicolaas Hartsoeker (1656–1725), embryoloog, astronoom, wis- en natuurkundige
- Piotr Havik (1994), wielrenner
- Roxeanne Hazes (1993), zangeres, dochter van André Hazes
- Anna van Hensbeek (1750–1808), vroedvrouw
- Adri van Heteren (1951), predikant en partijvoorzitter SGP
- Daniel Jacob van Heusde (1848-1910), kantonrechter en filantroop
- Karel van den Heuvel (1988), voetbalscheidsrechter
- Rozalie Hirs (1965), componist en dichter
- Daniël den Hoed (1897–1950), arts
- Henriëtta Hoffman (1825–1886), weldoenster
- Jennifer Hoffman (1980), actrice
- Christiaan van Hofwegen (1916–1989), burgemeester
- Ellen Hogerwerf (1989), roeister
- Kim Holland (1969), pornoster
- Ferry Hoogendijk (1933–2014), journalist en politicus
- Dick Hoogendoorn (1941), grafisch ontwerper
- Els van den Horn (1927-1996), schoonspringster
- Anton Houdijk (1932-2022), politicus
- Cornelis de Houtman (1565–1599), ontdekkingsreiziger
- Frederik de Houtman (1571–1627), handelaar en ontdekkingsreiziger

### I
- Willem Idenburg (1904-1945), Nederlands verzetsstrijder

### J
- Leendert Janzee (1940-1972), beeldend kunstenaar
- Angela de Jong (1976), columniste
- Léon de Jong (1982), politicus
- Marichelle de Jong (1978), boksster
- Peter de Jong (1962), politicus

### K
- Liesbeth Kamerling (1975), actrice
- Koen de Kort (1982), wielrenner
- Joost Karhof (1969–2017), televisiepresentator
- Willem van den Kerckhoven jr. (1678–1758), burgemeester
- Willem van den Kerckhoven sr. (1644–1717), regent
- Cornelis Ketel (1548–1616), kunstschilder
- Jort Kelder (1964), journalist en televisiepresentator
- Gerard Keller (1829–1899), redacteur van de Arnhemsche Courant
- Joop Korevaar (1950), voetballer
- Maureen Koster (1992), atlete
- Jan van Krimpen (1892–1958), typograaf en grafisch ontwerper

### L
- Ingeborg ter Laak (1973), politica
- Harry van der Laan (1964), voetballer
- Anton Pieter Maarten Lafeber (1893–1972), schrijver
- Christien Lafeber (1922–2008), psychiater
- Cornelis Johan de Lange (1752–1820), regent, patriot en geschiedschrijver
- Hind Laroussi (1984), zangeres
- Pim Leefsma (1947), beeldend kunstenaar
- Gheraert Leeu (1445/1450–1492), incunabeldrukker
- Herman Lethmaet (1492–1555), schenker van een van de Goudse glazen
- Verona van de Leur (1985), turnster
- Jamai Loman (1986), zanger
- Dirck Jacobsz Lonck (1536-1615), burgemeester
- Dirck Jansz Lonck (1539-1605), burgemeester
- Jacob Dirckz Lonck (1562-1636), burgemeester
- Lucky Fonz III (geboren Otto Wichers; 1981), zanger

### M
- Wouter Jacobsz. Maes (1521/1522–1595), prior
- Sjaan Mallon (1905–1970), atlete
- Michael van der Mark (1992), motorcoureur
- Sonja Meijer (1929–1994), beeldhouwster
- Ad Melkert (1956), politicus
- Christiaan Messemaker (1821–1905), schaker
- Cornelis Gerard Moeringh (1705–1758), burgemeester
- Mohammed Mohandis (1985), politicus
- Piet van Mook (1924–2016), beeldend kunstenaar
- Bianca de Jong-Muhren (1986), schaakster

### N
- Gerard Nederhorst (1907-1979), politicus (PvdA)
- Mark Noorlander (1971), voetballer
- Karel Nort (1913-1981), radio-journalist en filmregisseur
- Andrea Nuyt (1974), schaatsster

### O
- Loebas Oosterbeek (1946–2003), politiek activist
- Hein Otterspeer (1988), langebaanschaatser
- Maaike Ouboter (1992), singer-songwriter

### P
- Dicky Palyama (1978), badmintonner
- Femke Pluim (1994), polsstokhoogspringster
- Claire Polders (1976), schrijfster
- Pieter Pourbus (circa 1523–1584), kunstschilder
- Erno Prosman (1972), dammer

### R
- Pieter van Rhijn (1886–1960), astronoom
- Sjaak van Rhijn (1950), beeldhouwer
- Jan Rijpstra (1955), politicus
- Carla Rodenberg (1941), kunstschilderes
- Peter van Rooijen (1983), zanger en theatermaker
- Gertjan Rothman (1983), voetballer
- Jan Nathan Rozendaal (1977), politicus
- Fem Rutke (1934–1991), schrijfster

### S
- Arie Scheygrond (1905–1996), geschiedkundige
- Jan Schilt (1894-1982), astronoom
- Cornelius Schonaeus (1540–1611), latinist, toneelschrijver
- Dirck Jacobsz Schoonhoven (†1640), burgemeester en dijkgraaf
- Florentius Schoonhoven (1594–1648), dichter
- Julia Schuyten (1914–2005), onderduikgever
- Levi Schwiebbe (1986), voetballer
- Marcel van der Sloot (1980), voetballer
- Bas Smit (1981), ondernemer en influencer
- Jan Smit (1884–1952), advocaat en procureur, wiskundige en historicus
- Marije Smits (1986), paralympisch atlete
- Reinier Snoy (1477–1537), medicus, historicus en theoloog
- Marlies Somers (1973), stemactrice
- Jaap Spaanderman (1896–1985), pianist, cellist, dirigent en piano- en directiepedagoog
- SpaceKees (1980), rapper
- Aart Stolk (1900–1969), plateelschilder, keramist en designer
- Joy Stubbe (1997), beachvolleyballer

### T
- Alfred Tempelman (1946–2005), beeldend kunstenaar
- Jacob van der Tocht (1620–1680), burgemeester
- Daniël Tomberg (1603–1678), glasschilder
- Lodewijk van Toulon (1767–1840), burgemeester, voorzitter Tweede Kamer

### V
- Gillian van den Berg (1971), waterpolospeelster
- Anne van Veen (1983), kleinkunstzangeres
- Kjeld Veenhuis (1995), waterpoloër
- Leonard Venroy (1734–1808), wijnhandelaar, schepen en tekenaar
- Maria Gerrits Vermeij (voor 1600–1645), klopje
- Gijsbert Johannes Verspuy (1823–1862), kunstschilder
- Leendert Verstoep (1889–1967), beeldhouwer
- Ingrid Visser (1977–2013), volleybalster
- Adriaen Vlacq (1600–1667), wiskundige
- Roemer Vlacq (1637–1703), zeekapitein
- Roemer Vlacq (1712–1774), viceadmiraal
- C.G.N. de Vooys (1873–1955), taal- en letterkundige
- Monique van der Vorst (1984), handbikester, triatlete en wheeler
- Dirk Johannes van Vreumingen (1818–1897), kunstschilder
- Cor de Vries (1926–2010), burgemeester
- Martine C. de Vries (1974), Nederlandse kinderarts, hoogleraar en academisch docent
- Willem Vroesen (1478–1561), weldoener
- Leo Vroman (1915–2014), dichter en schrijver

### W
- Aert van Waes (circa 1620–1664), schilder
- Froukje Wegman (1979), roeister
- Margrieta Wever (1978), model, columniste en schrijfster
- Anita Witzier (1961), televisiepresentatrice

### Y
- Golan Yosef (1984), danser, acteur en choreograaf

### Z
- Bror van der Zijde (1989), atleet en bobsleeër
- Robert Zuidam (1964), componist

## Woonachtig geweest en/of overleden

### A
- Paul Abels (1956), kerkhistoricus
- Hendrik Gijsbertsz van Arnhem († 1485), rector

### B
- Carel Bentfort (1759–1833), kunstschilder, apotheker en drogist
- Adrianus van Bergen (1760–1844), burgemeester
- Johannes Jacobus Bertelman (1821–1899), kunstschilder
- Dirck Fredericksze Beuckel († 1671), burgemeester
- Clemens Bijleveld, predikant
- Pieter Blauw (1723–1777), predikant
- Jan Hein Boone (1939), burgemeester
- Pieter van Borselen (1802–1873), kunstschilder
- Cornelis Borsteegh (1773–1834), kunstschilder
- Gerard van Brandwijk (1673–1725), burgemeester
- Marie Braun (1911-1982), zwemster
- Henri Breetvelt (1864–1923), plateelschilder
- Josine de Bruyn Kops (1940–1987), kunsthistorica en museumdirecteur
- Willem Frederik Büchner (1780–1855), arts

### C
- Dirck en Wouter Crabeth, kunstschilders en glazeniers
- Jan Couperus (1755–1833), baljuw
- Henk Couprie (1930-2024), politicus en militair
- Wim Cornelis (1949), burgemeester
- Dirck Volkertsz. Coornhert (1522–1590), humanist
- Gregorius Cool (circa 1570–1629), stadsbeeldhouwer
- Jacob Jansz. Coddesteyn, glasschilder

### D
- Paulien van Deutekom (1981–2019), schaatsster
- Pieter van Dijke (1920–2003), burgemeester
- Johan van der Does (1644–1704), burgemeester

### E
- Desiderius Erasmus (1466–1536), humanist
- Huijbert van Eijck (1674–1754), burgemeester

### G
- Egbertus Gerrit Gaarlandt (1880–1938), burgemeester
- Robert Jansz. Goris, prior

### H
- Nico Habermehl (1946–2014), historicus
- Dirck van Hensbeeck (circa 1502/1508–1569), burgemeester
- Herman Herbers (1540–1607), predikant en theoloog
- Joris Herst, schilder
- Gijsbert Hendricksz. 't Hert († 1637), burgemeester
- Gerrit Heye Gerritsz († 1527 of 1528), burgemeester
- Jan van Hoogstraten (1662–1736), dichter

### I
- Andrinus Antonie Gijsbertus van Iterson (1803–1897), fabrikant
- Nicolaas IJzendoorn (1793–1867), burgemeester

### J
- Karel Frederik Otto James (1899–1976), burgemeester

### K
- Jacob Cornelisz. Kaen, glasschilder
- Sybertus Kaen († 1689), zilversmid
- Jérôme Henri Kiebert (1843–1889), fotograaf
- Martinus Hendrik Kluitman (1808–1882), hoofdonderwijzer en geschiedschrijver
- Jan Kompagnie (1947–2011), historicus
- Henk Kooijman (1928–1988), dichter
- Jacob Kumsius (1718–1802), schout

### L
- Hanzo Lemstra van Buma (1762–1847), uitgever, baljuw, schout, maire en burgemeester

### M
- Rudolph Lodewijk Martens (1863–1917), burgemeester
- Anna Barbara van Meerten-Schilperoort (1778–1853), schrijfster
- Alexander Hendrik Metelerkamp (1744–1816), burgemeester
- Gerardus Emaus de Micault (1798–1863), etser en tekenaar
- Ulbo Jetze Mijs (1863–1944), burgemeester

### N
- Antje Nagel (circa 1744–1815), stadsvroedvrouw
- Hendrik Jan Nederhorst (1847–1913), architect en aannemer
- Hendrik Jan Nederhorst (1871–1928), architect en aannemer
- Jacob Louis Nijhoff (1782–1844), predikant

### P
- Reinier van Persijn (1615–1668), kunstschilder en etser
- Christoffel Pierson (1631–1714), kunstschilder en dichter
- Jan Ponsen, glasschilder
- Eduard Poppius (1576/1577–1624), predikant

### R
- Reinier Marinus van Reenen (1908–1968), burgemeester
- Dirck Cornelisz. van Reynegom (1504–1584), rentmeester
- Boudewijn Ronsse (1525–1597), stadsgeneesheer
- Jan van Rosendael (circa 1522–1583), schepen en burgemeester

### S
- Johannes 't Sanctius (1517/1518–1554), pastoor
- Jacobus Sceperus (1607–1677), predikant
- Adriaen van der Spelt (circa 1630–1673), kunstschilder
- Cornelis Steenblok (1894–1966), predikant en theoloog
- Mieke Steensma (1924-2014), verzetsstrijdster
- Willem van Strijen (1687–1765), burgemeester
- Andries Lourisz. Swaenswijck († 1643), burgemeester
- Adriaen van Swieten (1532–1584), geuzenleider

### T
- Willem Tomberg († 1696), glasschilder en notaris
- Harboldus Tombergen (1568–1625), predikant
- Martinus van Toulon (1736–1818), baljuw en burgemeester
- Jasper Tournay (circa 1560–1635), boekdrukker
- Adriaan Pieter Twent van Raaphorst (1745–1816), burgemeester

### V
- Gerard Carel Coenraad Vatebender (1758–1822), pedagoog, dichter, rector en politicus
- Jan Verzijl (1602/1603–1647), kunstschilder
- Jan Daemesz. de Veth (circa 1595–1625), kunstschilder
- Cornelis Vlacq (1556–1656), koopman en schepen
- Cornelis Volpartsz († 1529), glazenier en collatiebroeder
- Marius Anthonius Gijsbertus Vorstman (1805–1894), predikant
- Adriaen Gerritsz. de Vrije († 1643), glasschilder
- Dirck de Vrije († 1681), kunstschilder en burgemeester

### W
- Ignatius Walvis (1653–1714), geschiedschrijver
- Arnoldus Henricus Westerhovius (1677–1738), rector, bibliothecaris, dichter, vertaler en schrijver
- Henk van der Wiel (1920-1994), zenuwarts en numismaat; ereburger van Gouda
- Anthonie Jacobus van Wijngaerdt (1808–1887), kunstschilder
- Pieter Winckel, schoolmeester en voogd van Erasmus

### X Y Z
Alkmaar · 
Almelo ·
Almere · 
Alphen-Chaam · 
Alphen aan den Rijn ·
Amersfoort · 
Amstelveen · 
Amsterdam · 
Apeldoorn · 
Arnhem · 
Assen ·
Baarn · 
Bergen op Zoom · 
Bilthoven · 
Bolsward · 
Boxtel · 
Breda · 
Bredevoort · 
Brunssum · 
Bussum · 
Delft ·
Den Haag ·
Den Helder · 
Deurne · 
Deventer · 
Doetinchem ·
Dokkum · 
Dordrecht · 
Drachten · 
Ede · 
Eindhoven · 
Emmen · 
Enschede · 
Franeker · 
Geleen · 
Gouda · 
Groenlo ·
Groningen · 
Haarlem · 
Harlingen ·  
Heemstede · 
Heerenveen · 
Heerlen · 
Helmond · 
Hengelo · 
's-Hertogenbosch · 
Hilversum · 
Hoogeveen · 
Hoorn · 
Horst ·
Kampen · 
Kerkrade · 
Leerdam · 
Leeuwarden · 
Leiden · 
Lelystad · 
Maastricht · 
Meppel ·  
Middelburg  ·
Nijkerk · 
Nijmegen · 
Oldenzaal · 
Ommen · 
Oss · 
Rijswijk (Zuid-Holland) · 
Roosendaal · 
Rotterdam · 
Schiedam · 
Sittard · 
Sittard-Geleen · 
Sneek · 
Soest · 
Stadskanaal · 
Tegelen · 
Tiel · 
Tilburg · 
Urk · 
Utrecht · 
Veenendaal · 
Veghel · 
Venlo · 
Venray · 
Vlaardingen · 
Vlissingen · 
Wageningen · 
Warnsveld · 
Weert · 
Winschoten · 
Woerden · 
Zeist · 
Zierikzee · 
Zoetermeer · 
Zutphen · 
Zwolle